# Vol Mandala Airlines 660
Le vol Mandala Airlines 660 était un vol intérieur régulier de passager, qui s'est écrasé en Indonésie le 24 juillet 1992, sur une montagne de l'île d'Ambon, alors qu'il tentait d'atterrir à l'aéroport Pattimura dans de mauvaises conditions météorologiques, causant la morts des 70 personnes présentes à bord.

## Avion
L'aéronef impliqué était un Vickers Viscount 816 immatriculé PK-RVU (numéro de série 434), qui effectua son premier vol le 8 juin 1959. Il fut livré le 17 juin de cette même année à Trans Australia Airlines (TAA) (en), avec comme immatriculation VH-TVQ, et nommé McDouall Stuart, qui opéra jusqu'en 1970. Il fut ensuite loué successivement à Far Eastern Air Transport et Merpati Nusantara Airlines. En 1987, il fut racheté par la compagnie indonésienne Mandala Airlines, ou il a reçu un nouveau numéro d'immatriculation et a été renommé Nias.

## Accidents
Lors de l'approche vers la piste 04 de l'aéroport Pattimura, le vol 660 a percuté à grande vitesse le flanc du Mont Lalaboy, à environ 14 km au sud-ouest de l'aéroport, alors qu'il tentait d'atterrir sous une pluie battante, vers 16 h 30, heure locale. L'appareil s'est désintégré sous la violence de l'impact, ne laissant survivants parmi les 63 passagers et membres d'équipage à bord.
La cause du crash a été attribuée à une erreur des pilotes, qui ont effectués l'approche à une altitude insuffisante, probablement due à la présence de cisaillement de vent dans la zone. Il est également possible que l'équipage ait utilisé des instruments qui auraient donné des indications erronées ou qui auraient mal fonctionné durant le vol.